# وریر، تروا
وریر  (به فرانسوی: Verrières) شهرکی در جنوب تروآ در استان شامپانی و آردن فرانسه واقع شده است . کمپ برهنگی و آفتابگیر تروآ در کنار رود سن است . مرکز بازیافت ضایعات تروآ در این شهرک قرار دارد .